# Список гидроэлектростанций Армении
В списке перечисляются действующие гидроэлектростанции Армении. Список сгруппирован по двум каскадам и группе малых ГЭС.
По данным Исполнительного комитета Электроэнергетического Совета СНГ на конец 2014 года суммарная установленная мощность ГЭС Армении составляла 1 228 МВт, суммарная выработка ГЭС в 2012 году составила 2,3 млрд кВт⋅ч.

## Действующие ГЭС

### Севано-Разданский каскад
Севано-Разданский каскад ГЭС состоит из 7 действующих электростанций, размещенных на реке Раздан. Находится в собственности ЗАО «Международная энергетическая корпорация», 90 % акций которого принадлежит ГК «Ташир».
| Название ГЭС     | Установленная мощность, МВт | Годы ввода агрегатов | Река                            | Вид | Источники |
| ---------------- | --------------------------- | -------------------- | ------------------------------- | --- | --------- |
| Аргельская ГЭС   | 224                         | 1953                 | Раздан                          |     | ✓         |
| Канакерская ГЭС  | 102                         | 1936                 | Раздан                          |     | ✓         |
| Разданская ГЭС   | 81,6                        | 1959                 | Раздан                          |     | ✓         |
| Арзнинская ГЭС   | 70,56                       | 1956                 | Раздан                          |     | ✓         |
| Ереванская ГЭС-1 | 44                          | 1962                 | Раздан                          |     | ✓         |
| Севанская ГЭС    | 34,24                       | 1962                 | Раздан                          |     | ✓         |
| Ереванская ГЭС-3 | 5                           | 1955                 | Арташатский ирригационный канал |     | ✓         |

### Воротанский каскад
Воротанский каскад ГЭС состоит из трёх электростанций, размещённых на реке Воротан. Находится в собственности ЗАО «Воротанский каскад ГЭС», 100% акций которой принадлежат американской компании ContourGlobal.
| Название ГЭС      | Установленная мощность, МВт | Годы ввода агрегатов | Река    | Вид | Источники |
| ----------------- | --------------------------- | -------------------- | ------- | --- | --------- |
| Шамбская ГЭС      | 171                         | 1978                 | Воротан |     | ✓         |
| Татевская ГЭС     | 157,2                       | 1970                 | Воротан |     | ✓         |
| Спандарянская ГЭС | 76                          | 1989                 | Воротан |     | ✓         |

### Малые ГЭС
По состоянию на 1 января 2019г. электроэнергию вырабатывали 188 МГЭС, с суммарной установленной мощностью около 369 МВт
В таблице ниже перечислены лишь некоторые из малых ГЭС.
| Название ГЭС     | Установленная мощность, МВт | Годы ввода агрегатов | Собственник                             | Река     | Вид | Источники                       |
| ---------------- | --------------------------- | -------------------- | --------------------------------------- | -------- | --- | ------------------------------- |
| Дзорагетская ГЭС | 26,52                       | 1932                 | ЗАО «Дзора ГЭС»                         | Дзорагет |     | [ источник не указан 3732 дня ] |
| Гюмрийская ГЭС   | 5,3                         | 1928                 | ООО «Гюмри ГЭС им.академика А.Мнджояна» | Ахурян   |     | [ источник не указан 3732 дня ] |
| Айрумская ГЭС    | 3,0                         | 1957                 | ООО «Салэнерго»                         | Дебед    |     | [ 7 ] [ 8 ]                     |
| Зовашенская ГЭС  | 1,2                         | 1954                 | ООО «Зовашен ГЭС»                       |          |     | [ источник не указан 3732 дня ] |

## Запланированные ГЭС
| Название ГЭС     | Установленная мощность, МВт | выработка электроэнергии, кВт·ч в год | Ожидаемый год ввода | Река  | Вид | Источники |
| ---------------- | --------------------------- | ------------------------------------- | ------------------- | ----- | --- | --------- |
| Мегринская ГЭС   | 130                         | 800                                   |                     | Аракс |     | ✓         |
| Лорибердская ГЭС |                             | 200                                   |                     |       |     |           |
| Шнохская ГЭС     |                             | 340-440                               |                     |       |     | ✓         |